# Třída Albatros (typ 143)
Třída Albatros (typ 143) je třída raketových člunů postavených pro německé námořnictvo. Postaveno bylo celkem 10 jednotek této třídy. Německé námořnictvo všechny čluny vyřadilo v průběhu let 2004–2005. Šest jednotek poté získalo Tunisko a další dvě Ghana.

## Stavba
Postaveno bylo celkem 10 jednotek této třídy, pojmenovaných Albatros, Bussard, Falke, Geier, Sperber, Greif, Kormoran, Seadler, Kondor a Habicht. Do služby byly zařazeny v letech 1976–1977.
Jednotky třídy Albatros:
| Jméno            | Spuštěna | Dodání             | Status                                                                            |
| ---------------- | -------- | ------------------ | --------------------------------------------------------------------------------- |
| Albatros (P6111) |          | 1. listopadu 1976  | Od roku 2012 provozován ghanským námořnictvem jako Naa Gbewaa (P 39), aktivní.    |
| Geier (P6112)    | 1974     | 2. června 1976     | Provozován tuniským námořnictvem jako Himilcon (P507), aktivní.                   |
| Falke (P6113)    |          | 13. dubna 1976     | Vyřazen.                                                                          |
| Bussard (P6114)  |          | 14. srpna 1976     | Od roku 2012 provozován ghanským námořnictvem jako Yaa Asantewaa (P 38), aktivní. |
| Sperber (P6115)  | 1974     | 27. září 1976      | Provozován tuniským námořnictvem jako Hamilcar (P506), aktivní.                   |
| Greif (P6116)    | 1975     | 25. listopadu 1976 | Provozován tuniským námořnictvem jako Hannon (P505), aktivní.                     |
| Kondor (P6117)   |          | 17. prosince 1976  | Vyřazen.                                                                          |
| Seadler (P6118)  | 1975     | 28. března 1977    | Provozován tuniským námořnictvem jako Hannibal (P508), aktivní.                   |
| Habicht (P6119)  | 1975     | 23. prosince 1977  | Provozován tuniským námořnictvem jako Hasdrubal (P509), aktivní.                  |
| Kormoran (P6120) | 1976     | 29. července 1977  | Provozován tuniským námořnictvem jako Giscon (P510), aktivní.                     |

## Konstrukce

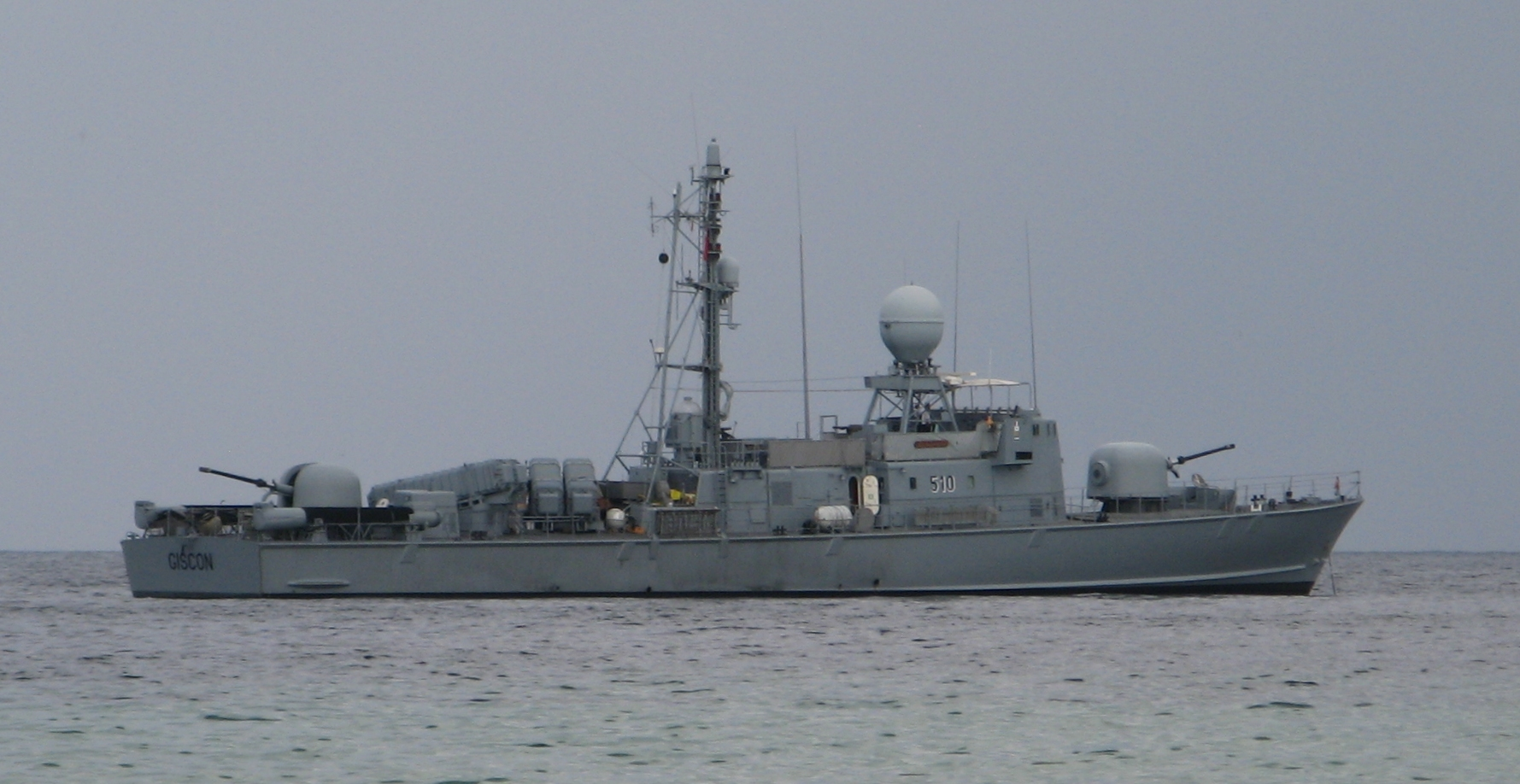
Giscon (ex Kormoran)

Hlavňovou výzbroj člunů po dokončení tvořily dva 76mm kanóny OTO Melara Compact, umístěné ve dvou dělových věžích (jedna na přídi a druhá na zádi). K boji proti válečným lodím čluny nesly čtyři kontejnery obsahující francouzské protilodní střely MM.38 Exocet s dosahem 42 km. Další výzbroj představovaly dva 533mm torpédomety. Použitý systém řízení palby umožňoval boj proti čtyřem cílům najednou. Pohonný systém tvoří čtyři diesely MTU 16V 956 TB91, každý o výkonu 4500 hp, pohánějící čtyři lodní šrouby. Nejvyšší rychlost dosahuje 42 uzlů. Dosah je 2600 námořních mil při 16 uzlů.

## Zahraniční uživatelé
- Ghanské námořnictvo – roku 2012 získalo dvě jednotky Naa Gbewaa (ex Albatros) a Yaa Asantewaa (ex Bussard), které před dodáním prošly generálkou. Výzbroj byla redukována a plavidla slouží jako hlídkové čluny. Jsou označovány jako třída Warrior.[2][3]

- Tuniské námořnictvo – získalo celkem šest jednotek. Předány byly bezprostředně po vyřazení (tzv. hot transfer). Tunisko stál každý kus, včetně náhradních dílů, výcviku posádek a přepravy, průměrně 5 milionů dolarů.[2] Slouží jako raketové čluny.[1]